# Славин, Наум Фаддевич
Славин Наум Фаддевич (род. 19 сентября 1916 год, Чериков — ум. 10 марта 1980) — учёный-историк, доктор исторических наук, доцент, архивист, автор ряда статей Большой Советской Энциклопедии, Советской Исторической энциклопедии.

## Биография
Родился в семье приказчика Чериковской мельницы.
В 1931 г. окончил школу-семилетку.
Работал на Московской фабрике механизированного учета Наркомата путей сообщения оператором на счетно-аналитических машинах.
В 1937 г. окончил Московский трамвайный техникум.
В 1941 г. окончил Московский государственный историко-архивный институт.
Работал в Центральном Государственном архиве Татарской АССР начальником отдела Октябрьской революции.
Участник Великой Отечественной войны.
В 1942 г. окончил Арзамасское пулеметно-минометное училище в звании лейтенанта, направлен на Волховский фронт.
В 1944 г. командовал минометным взводом, был инструктором политического отдела 44-й Чудовской Краснознаменной дивизии.
В 1949 г. окончил аспирантуру Московского государственного историко-архивного института, кандидатская работа по теме: «Крах парламентского манёвра контрреволюции в сентябре-октябре 1917 года (Предпарламент)». Работал в Петрозаводском государственном университете, в 1962—1972 гг. заведовал кафедрой.
Н. Ф. Славин входил в состав авторского коллектива двух изданий энциклопедии «Великая Октябрьская социалистическая революция».
Н. Ф. Славин сотрудничал с Центральным государственным архивом Карельской АССР в области научной подготовки сборников «Борьба за установление и упрочение Советской власти в Карелии» (Петрозаводск, 1957), «Истории Карелии в документах и материалах. Хрестоматия. Учебное пособие для средних школ Карельской АССР» и других, был членом его Научного совета.

## Сочинения
- Славин, Н. Ф. Казанцы в отечественной войне 1812 года / Н. Ф. Славин; отд. Гос. Арх. НКВД ТАССР.— Казань: Татгосиздат, 1942 .- 30с.
- Славин Н. Ф. К вопросу об отношении большевиков к Демократическому совещанию и Предпарламенту // Вопросы истории КПСС. 1967. № 9. С. 83—94.
- Славин Н. Ф. Кризис власти в сентябре 1917 года и образование Временного совета республики (Предпарламент) // Исторические записки 1957. Т. 61. С. 35—61.
- Славин Н. Ф. Октябрьское вооруженное восстание и Предпарламент // Ленин и Октябрьское вооруженное восстание в Петрограде. М., 1964. С. 222—231.
- Славин, Н. Ф. В борьбе за коммунистический труд / Н. Ф. Славин. — Петрозаводск : Госиздат КАССР, 1961. — 88с.
- Славин Н. Ф. Образование двоевластия в Олонецкой губернии // Научная конференция по истории и литературе Советской Карелии, посвященная 100-летию со дня рождения В. И. Ленина и 50-летию Карельской АССР, май 1970 г. — Петрозаводск, 1970. — С. 11-16.
- Славин Н. Ф., Еленевский Е. П. Изучение истории Карелии и истории СССР в Петрозаводском университете // Развитие науки в Карелии за 50 лет Советской власти. — Петрозаводск, 1970. — С. 48-56. — (Ученые записки Петрозаводского государственного университета; Т.16, вып.4).
- Славин, Наум Фаддеевич Работа над дипломным сочинением по истории [Текст] / Н. Ф. Славин ; Петрозаводский государственный университет им. О. В. Куусинена. — Петрозаводск : Петрозаводский университет], 1974. — 80 с.
- Вопросы истории: Сб. ст. / Ред.-изд. коллегия: И. И. Кяйвяряйнен, Н. Ф. Славин, Б. А. Юргенс. — Петрозаводск: Карельское книжное издательство, 1967. — 104 с.